# Юшкевич, Дмитрий Сергеевич
Дми́трий Серге́евич Юшке́вич (род. 19 ноября 1971, Череповец, Вологодская область) — советский и российский хоккеист, защитник. Олимпийский чемпион 1992 года в составе сборной СНГ. Заслуженный мастер спорта СССР (1992). Тренер.

## Биография
Воспитанник череповецкой ДЮСШ «Металлург» и ярославской СДЮШОР «Торпедо».
Выступал за «Торпедо»/«Локомотив» Ярославль (1988—1991, 1994/95, 1999/2000, 2003/04), «Динамо» Москва (1991—1992), «Филадельфия Флайерз» (1992—1995, 2003), «Торонто Мэйпл Лифс» (1995—2002), «Флорида Пантерз» (2002), «Лос-Анджелес Кингз» (2002), «Северсталь» Череповец (2004/05, 2007/08), «Металлург» Магнитогорск (2005/06), СКА (2006/07), «Сибирь» (2008/09).
Канадский тренер Дэйв Кинг в своей книге «Король России» писал о Юшкевиче: «Когда он вошёл в раздевалку, все просто замерли на своих тренажерах, потому что, во-первых, он выглядит как настоящий атлет, а во-вторых, он шёл, явно прихрамывая на правую ногу. У него были две серьёзные операции на правом колене. На протяжении всей своей карьеры в НХЛ Юшкевич играл через боль. Тренеры говорили мне: „Юшкевич … мне нравится этот парень, потому что он играет через боль“. Вероятно, тем самым сокращая свою карьеру. Он настолько близок к образу одноногого хоккеиста, насколько это вообще можно представить». По словам самого Юшкевича, у него на одном из колен было шесть операций.
В 2002 году доктора «Торонто» у Юшкевича в ноге обнаружили тромб, но только через месяц после медосмотра было выявлено, что тромб увеличивался. Тромб рассосался только через год. Уже по возвращении в Россию выяснилось, что тромбы были в обеих ногах, и рассосались одновременно. В том же году во время перерыва в хоккейных выступлениях из-за тромба ноги Юшкевич занимался тхэквондо, а впоследствии стал обладателем «зелёного» пояса в этом виде восточных единоборств.
В 2008 году, будучи игроком череповецкой «Северстали», Юшкевич объявил о завершении карьеры по семейным обстоятельствам, но в межсезонье подписал контракт с «Сибирью» (Новосибирск).
Завершил игровую карьеру в 2010 году в финском клубе «Кярпят» из Оулу.
С сезона 2010/2011 работал помощником главного тренера «Сибири». В связи с неудовлетворительным выступлением ХК «Сибирь» в сезоне 2011/2012 совет собственников клуба 7 декабря 2011 года принял решение сместить с должности главного тренера Андрея Тарасенко и назначить на неё Юшкевича.
В 2012—2014 годах — тренер ярославского «Локомотива». Бронзовый призёр чемпионата России 2013/14.
С 15 апреля 2014 года — главный тренер «Югры» (Ханты-Мансийск). В январе 2015 года руководство ханты-мансийской «Югры» отправило в отставку главного тренера команды Дмитрия Юшкевича.
5 февраля 2015 года был назначен ассистентом главного тренера «Локомотива». 20 мая 2015 года был назначен ассистентом главного тренера «Северстали».
В 2017 году получил приглашение стать старшим тренером московского ЦСКА, работая в тандеме с главным тренером Игорем Никитиным.
В 2021 году сохранил сотрудничество с Никитиным, перейдя в ярославский «Локомотив».

### Личная жизнь
В возрасте 18 лет женился на 24-летней Оксане (родилась во Львове, познакомились во время юниорского чемпионата Европы 1989 года в Киеве). 3 июня 1997 года в Торонто родились трое близнецов — Дмитрий, Джулия, Абигаль. Дмитрий Юшкевич — хоккеист, Джулия и Абигаль (Абби) Юшкевич — модели.
После развода с Оксаной Юшкевич в январе 2005 года в Магнитогорске женился на Светлане. В 2008 году первая жена скончалась из-за болезни печени.

## Достижения
- Олимпийский чемпион 1992, Альбервилль; серебряный призёр Олимпийских игр 1998, Нагано.
- Чемпион мира 1993 — лучший защитник, участник ЧМ 1992, 1994, 1998, участник Кубка мира 1996.
- Чемпион мира среди молодёжи 1989 и серебряный призёр 1990, 1991. Чемпион Европы среди юношей 1989.
- Победитель «Приза „Известий“» (1994) — капитан сборной.
- Чемпион СНГ (1992). Бронзовый призёр чемпионата России 2005.
- Участник Матча всех звёзд НХЛ 2000.

## Статистика
| Легенда | Легенда                    | Легенда | Легенда                   | Легенда | Легенда    |
| ------- | -------------------------- | ------- | ------------------------- | ------- | ---------- |
| И       | Количество проведённых игр | Штр     | Штрафное время            | +/−     | Плюс-минус |
| Г       | Голы                       | П       | Голевые передачи          | О       | Очки       |
| -       | Статистика неизвестна      | —       | Статистика не учитывалась |         |            |

### Главный тренер
Последнее обновление: 18 марта 2016 года
| Команда     | Турнир-сезон | Регулярный сезон | Регулярный сезон | Регулярный сезон | Регулярный сезон | Регулярный сезон | Регулярный сезон | Регулярный сезон | Регулярный сезон         | Плей-офф             | Плей-офф             | Плей-офф             |
| Команда     | Турнир-сезон | И                | В                | ВО/ВБ            | Н                | ПО/ПБ            | П                | О                | Результат                | В                    | П                    | Результат            |
| ----------- | ------------ | ---------------- | ---------------- | ---------------- | ---------------- | ---------------- | ---------------- | ---------------- | ------------------------ | -------------------- | -------------------- | -------------------- |
| Сибирь      | КХЛ 2011/12  | 25               | 5                | 3                | -                | 4                | 13               | 25               | 11-е на Востоке          | -                    | -                    | -                    |
| Югра        | КХЛ 2014/15  | 51               | 13               | 5                | -                | 6                | 27               | 55               | уволен (12-е на Востоке) | -                    | -                    | -                    |
| Северсталь  | КХЛ 2015/16  | 36               | 5                | 4                | -                | 5                | 22               | 28               | 14-е на Западе           | не попали в плей-офф | не попали в плей-офф | не попали в плей-офф |
| Всего в КХЛ | Всего в КХЛ  | 112              | 23               | 12               | -                | 15               | 62               | 108              |                          |                      |                      |                      |